# Melkwitte platworm
De Melkwitte platworm of Witoog (Dendrocoelum lacteum) is een vrij levende platworm (Platyhelminthes). De worm is tweeslachtig. De soort leeft in of nabij zoet water.
Het geslacht Dendrocoelum, waarin de platworm wordt geplaatst, wordt tot de familie Dendrocoelidae gerekend. De wetenschappelijke naam van de soort werd, als Fasciola lactea, voor het eerst geldig gepubliceerd in 1774 door O.F. Müller. De auteur zelf plaatste de soort in 1776 in het geslacht Planaria; in 1844 schoof Oerstedt de soort door naar het geslacht Dendrocoelum, dat hij op dat moment als monotypisch geslacht in het leven riep. Dendrocoelum lacteum is daarmee de typesoort van het geslacht.

## Synoniemen
- Fasciola lactea Müller, 1774
  - Planaria lactea (Müller, 1774)
- Dendrocoelum alba (Linnaeus, 1746): Perkins, 1928[1]
- Dendrocoelum brandtii Bohmig, 1893[2]
- Dendrocoelum brunneomarginatum Bohmig, 1893